# Saint-Antoine (Gers)
 Saint-Antoine-sur-l’Arrats é uma comuna francesa na região administrativa de Occitânia, no departamento de Gers. Estende-se por uma área de 9,8 km². Em 2010 a comuna tinha 196 habitantes (densidade: 20 hab./km²).